# NDE1
NDE1 (англ. NudE neurodevelopment protein 1) – білок, який кодується однойменним геном, розташованим у людей на короткому плечі 16-ї хромосоми. Довжина поліпептидного ланцюга білка становить 346 амінокислот, а молекулярна маса — 38 808.
| 10         |  | 20         |  | 30         |  | 40         |  | 50         |
| ---------- |  | ---------- |  | ---------- |  | ---------- |  | ---------- |
| MEDSGKTFSS |  | EEEEANYWKD |  | LAMTYKQRAE |  | NTQEELREFQ |  | EGSREYEAEL |
| ETQLQQIETR |  | NRDLLSENNR |  | LRMELETIKE |  | KFEVQHSEGY |  | RQISALEDDL |
| AQTKAIKDQL |  | QKYIRELEQA |  | NDDLERAKRA |  | TIMSLEDFEQ |  | RLNQAIERNA |
| FLESELDEKE |  | NLLESVQRLK |  | DEARDLRQEL |  | AVQQKQEKPR |  | TPMPSSVEAE |
| RTDTAVQATG |  | SVPSTPIAHR |  | GPSSSLNTPG |  | SFRRGLDDST |  | GGTPLTPAAR |
| ISALNIVGDL |  | LRKVGALESK |  | LASCRNLVYD |  | QSPNRTGGPA |  | SGRSSKNRDG |
| GERRPSSTSV |  | PLGDKGLGKR |  | LEFGKPPSHM |  | SSSPLPSAQG |  | VVKMLL     |

A: Аланін

C: Цистеїн

D: Аспарагінова кислота

E: Глутамінова кислота

F: Фенілаланін

G: Гліцин

H: Гістидин

I: Ізолейцин

K: Лізин

L: Лейцин

M: Метіонін

N: Аспарагін

P: Пролін

Q: Глутамін

R: Аргінін

S: Серин

T: Треонін

V: Валін

W: Триптофан

Кодований геном білок за функціями належить до білків розвитку, фосфопротеїнів. 
Задіяний у таких біологічних процесах, як клітинний цикл, поділ клітини, мітоз, диференціація клітин, нейрогенез, альтернативний сплайсинг. 
Локалізований у цитоплазмі, цитоскелеті, хромосомах, центромерах, кінетохорі.